# ドネツク人民共和国とルガンスク人民共和国の独立承認に関するウラジーミル・プーチンの演説
ドネツク人民共和国とルガンスク人民共和国の独立承認に関するウラジーミル・プーチンの演説（ドネツクじんみんきょうわこくとルガンスクじんみんきょうわこくのどくりつしょうにんにかんするウラジーミル・プーチンのえんぜつ、ロシア語: Речь Владимира Путина о признании ДНР и ЛНР）は、2022年2月21日に行われたロシア大統領ウラジーミル・プーチンによるテレビ演説である。この演説では、ロシア政府がウクライナの分離主義者地域、ドネツク人民共和国とルガンスク人民共和国の独立を承認することが発表された。この演説で、プーチンはウクライナの歴史とウクライナの国内政治に関する数多くの主張も行った。演説は2021年から2022年のロシア・ウクライナ危機の著しい深刻化を示した。3日後、プーチンは演説「特別軍事作戦の実施について」を行い、2022年ロシアのウクライナ侵攻が始まった。

## 演説
本演説はプーチンが「ドンバスにおける状況は危機的で重大な段階に達した」、「ウクライナは単に我々の近隣国ではない。我々の歴史、文化、精神空間の不可分の部分である」と述べるところから始まった。
演説では次にウクライナとソビエトの歴史に関する数多くの主張が行われた。プーチンは、現代のウクライナは以前のロシア帝国における少数民族のナショナリズムの宥和政策の一環として1917年にボリシェヴィキによって創られた、ヨシフ・スターリンはソビエト連邦の憲法（1924年憲法）から「革命に触発された醜悪で夢想的な空想」を取り除くことに失敗した、そしてこれらの過ちと1980年代末のミハイル・ゴルバチョフの改革によってもたらされた地方分権化と民主化が究極的にソビエト連邦の崩壊と「歴史的ロシアの崩壊」につながった、と述べた。
プーチンは次に、ソビエト以後のロシアは、ソ連の公的債務を完全に引き受けるなど、その他の旧ソ連国家に対して支援を実施した、と主張した。しかしながら、プーチンは、ウクライナがソ連の正貨準備と外国資産の分け前を要求し続けており、ウクライナ政府が「いかなる義務からも自由であり続けながら」ロシアとの緊密な関係に関連した特権を享受し続けていることを望んできた、そしてウクライナは西側を脅迫してより大きな優遇措置を取らせるための脅しとしてロシアとのつながりを利用してきた、と主張した。
続いてプーチンは、ソビエト以後のウクライナが「ナショナリズムと汚職のウイルスに汚染されている」と主張し、2014年ウクライナ騒乱をウクライナを内戦へと追い込んだ西側列強主導のクーデターと呼んだ。プーチンは次に、ウクライナ政府はロシア語を話すウクライナ人を差別する法律を制定してきたと述べ、核兵器を製造する意図を持ち、ウクライナ領土でのNATO軍の強化を許すなどロシアに対する戦争行為のためにその軍隊を準備中であると述べた。プーチンはさらに、「NATOに加盟するウクライナはロシアの安全保障に対する直接的脅威であり、NATOは東欧へ拡大しないという約束を守ってこなかった」と述べた。
プーチンは次に、ウクライナはミンスク合意を守っておらず、結果として、ドネツク人民共和国とルガンスク人民共和国の独立を承認するための「延び延びになっている決定を行う必要がある」こと、2地域との友好・協力及び相互援助に関する条約が調印される、と述べた。プーチンは次に、ウクライナ政府に対して「戦争行為を直ちに停止すること」を求め、さもないと「流血が続く可能性があることの責任は、すべてウクライナの与党政権の良心にかかっている」として演説を終えた。

## 反応
演説は幅広い警戒をもって受け止められ、評論家らはロシアのナショナリズム、ロシアの帝国主義、ロシアの領土回復主義、歴史修正主義の論題を指摘した。
ガーディアン紙の外国特派員Shaun Walkerは、プーチンは「演説中、心から怒っており、熱がこもっているように見えた」と述べ、演説を「腹を立てて、長ったらしくてとりとめのない講釈」と形容した。フォーリン・ポリシー誌のKristaps Andrejsonsは、演説は「意味を理解するのが難しいが、新たな国威の暗い構想を周知させる散らかって支離滅裂で腹を立てた暴言」であり、「当然のことながら、かつてロシア帝国主義の犠牲者であった近隣諸国を大いに当惑させた」と述べた。オーストラリア国立大学のMatthew Sussexは、「プーチンは、実利的で優れた戦略家というよりも、歴史について理解があやふやなロシアの超国家主義者に似ていた」と述べ、プーチンはこれを「冷戦の終焉の歴史を書き換えるための個人的使命」としてきたかのように見える、と付け加えた。
ウクライナが1917年のロシア革命後にウラジーミル・レーニンとボリシェヴィキによって創られたという本演説中の主張には懐疑的な意見が多く寄せられた。ハーバード大学のセルヒー・プロヒーは、これが「歴史の突拍子もない読み」であり、「ロシア革命の歴史とそれに付随するロシア帝国の崩壊についての大雑把な知識でさえも、現代ウクライナ国家がレーニンに助けてもらうことなく、レーニンの意志に反して、1917年10月のペテログラードでのボリシェヴィキの暴動に対して直接的に反応して誕生したことを示している」と述べた。カリフォルニア大学バークレー校のCihan Tugalは、この演説を、「プーチンによって書き直された歴史、ウクライナとその他のソ連国家は共産主義者による人工物であり、ロシアだけが本物で自然であるとする歴史」、そして「自己決定権の歴史的に重大な否定」と評した。現代史研究センターのMario Kesslerは、「独立を希求する現代ウクライナ人の国民意識は19世紀には既に存在していた」こと、そしてプーチンは「ヨシフ・スターリンが1917年のボリシェヴィキ国際主義を捨て去った後に再開した、帝政ロシアの帝国的野望を再び始めている」と述べた。